# 40號公路 (以色列)

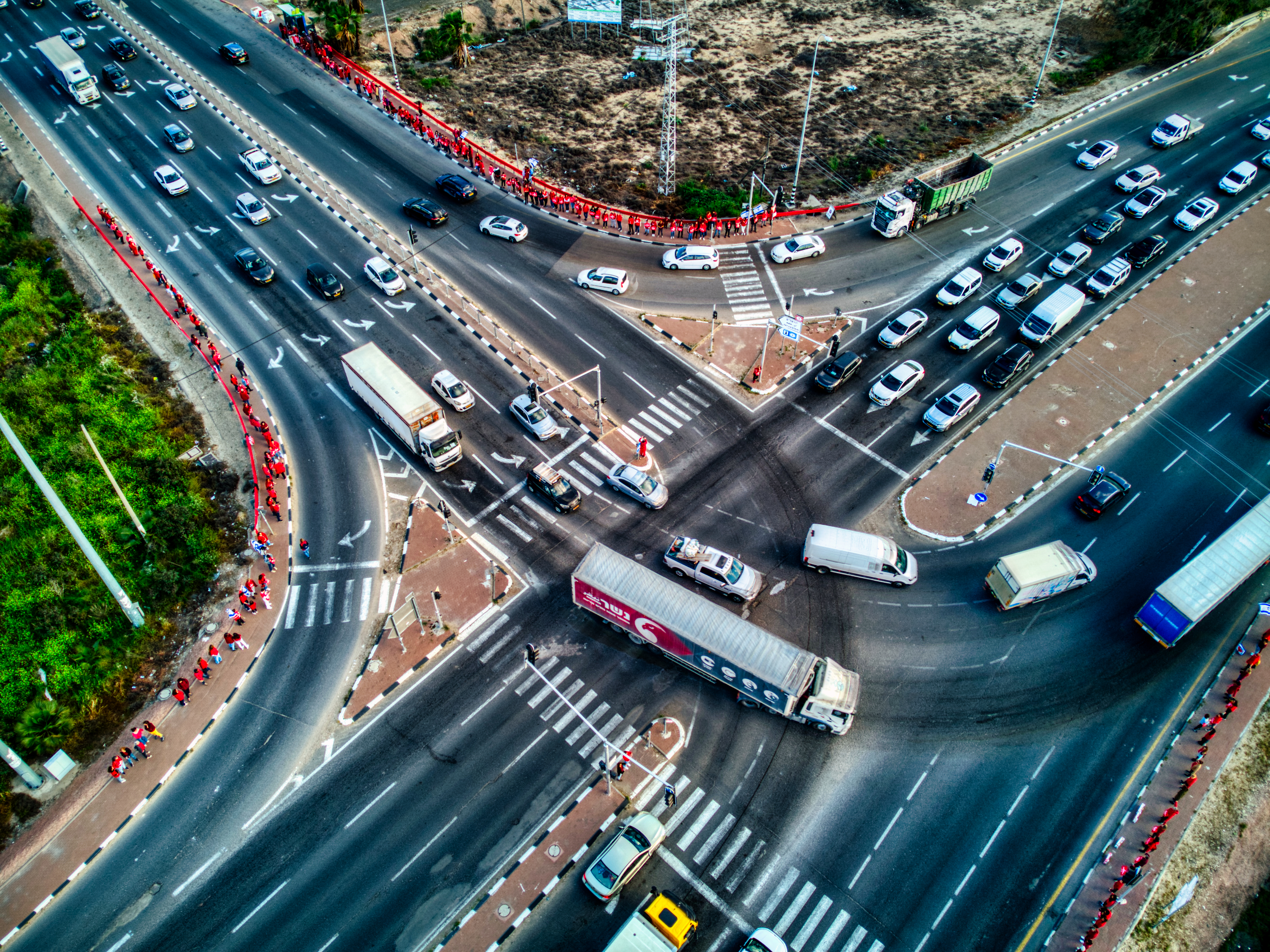
位於Masmiya的路口

40號公路 (希伯來語：כביש 40) 是以色列南北向的城際道路。40號公路是以色列第二長的道路，全長294公里，僅次於90號公路。此公路從以色列中部的薩瓦村延伸至南部的基土拉地區，是連接以色列中部與貝爾謝巴的主要聯絡道路。 

## 路線介紹
此高速公路起點位於基土拉，與90號公路交會處，可以通往艾拉特。路線呈南北向，自起點開始向北延伸，蜿蜒繞經以色列南部的山區。路線抵達米茲佩拉蒙後，高速公路會經過拉蒙空軍基地與斯代博克。聞名於其岩漠地型，相較於90號公路，這裡吸引了很多國外的自駕客。
穿過斯代博克後，高速公路繼續經過多個阿拉伯聚落與拉馬特霍瓦夫工業區。高速公路接著從貝爾謝巴的東側繞行，同時經過奧默與數個阿拉伯聚落（沙基布阿薩勒姆與泰爾阿薩比）。從公路中段起，高速公路變為兩線四車道道路，經過拉哈特與迦特鎮。
公路隨後在瑪拉基城與3號公路交會，並拓寬為雙線六車道。在通過特爾諾夫空軍基地後，進入到雷霍沃特與拉姆拉的城市地帶。
40號公路可以接上通往本古里安國際機場的聯絡公路，最後在薩瓦村與55號公路交會。